# Autopsie
Autopsia sau necropsia (termen utilizat in principal pentru corpuri nonumane) reprezintă procesul de disecție a unui cadavru și examinarea anatomică a organelor lui interne pentru a stabili cauza morții unei persoane.